# Oliver Moser
Oliver Moser (* 31. Mai 1987 in Bergisch Gladbach) ist ein deutscher Regisseur, Drehbuchautor und ehemaliger Schauspieler.

## Leben
Moser war bis 2018 in verschiedenen Film- und Fernsehproduktionen zu sehen. So spielte er z. B. von 1999 bis 2005 regelmäßig, danach zeitweise, die Rolle des „Felix Flöter“ in der Serie Lindenstraße. Es folgten diverse Auftritte in Film und Fernsehen. Auf dem Lüchow Open Shorts Festival wurde er – zusammen mit Jonas Baeck – in dem Kurzfilm Benny und Rob als „Bester Nachwuchsschauspieler 2006“ ausgezeichnet. Im selben Jahr spielte er den Finn Minkhoff, den Stiefbruder der Hauptfigur, in der ZDF-Serie Paulas Sommer.
2023 erhielt er zusammen mit Linda König für das Drehbuch Der letzte Schwur eine Nominierung für den Emder Drehbuchpreis. Der daraus entstandene Spielfilm Die Farbe der Luft, bei dem Moser Regie führte, hatte im Jahr 2024 seine Premiere auf dem Filmfest Hamburg und wurde dort für den Hamburger Produzentenpreis für deutsche Kinoproduktionen nominiert. Der Film stellt seine Abschlussarbeit als Regisseur an der Deutschen Film- und Fernsehakademie Berlin dar.

## Filmografie

### Als Regisseur/Drehbuchautor
- 2024: Die Farbe der Luft

### Als Schauspieler
- 2018: Heute oder Morgen
- 2011: The Wasteland
- 2011: Edo
- 2011: Die Schäferin
- 2010: Ende einer Karriere
- 2010: Der letzte Bulle (Fernsehserie) – Folge: Bei Kuscheln Mord
- 2009: Soko Köln (1 Folge)
- 2008: Code 21
- 2007: Ein unverbesserlicher Dickkopf
- 2007: Paulas Sommer (Fernsehserie, 13 Folgen)
- 2006: Dresden
- 1999–2010: Lindenstraße